# Les Ailleurs poétiques
 (décembre 2020).
Les Ailleurs poétiques est un festival créé en octobre 2006 par 5AS célébrant à la fois la musique, le slam et le conte. 
Ce festival a été créé initialement à Charleville-Mézières dans la suite de la l'Année Rimbaud 2004.  Les Ailleurs poétiques rendent hommage à Rimbaud, le poète, l’homme de lettres, de culture, mais aussi l’insolent, le vagabond, l’explorateur, le contestataire, le révolté. Pour l'équipe du festival, cette autre facette du poète est totalement délaissée alors qu’elle raisonne particulièrement dans notre monde contemporain. Les cultures émergentes : slam, hip hop, culture populaire souffrent d'un manque de visibilité, pourtant ces artistes incarnent en quelque sorte les enfants de Rimbaud, nourris et inspirés par son vécu, son œuvre. Un héritage moderne, décliné dans la diversité des modes d’expression actuels.
En 2009, la relation s'est tendue avec la ville de Charleville-Mézières. L'équipe du festival a réagi en sortant davantage du chef-lieu départemental, se déplaçant  de lieux en lieux, dans le département des Ardennes et en mettant l'accent, dans ses choix culturels, sur le thème de l'errance.

## Origine du projet
Le projet du festival a vu le jour en 2005, dans l'optique de poursuivre la dynamique initiée par l'Année Rimbaud 2004 à Charleville-Mézières, c'est-à-dire la redécouverte de Rimbaud à travers des expériences culturelles et artistiques. 
L'association 5 As a commencé à mettre en œuvre cette idée à travers les « Master Class Hip Hop Rimbaud », un projet d'atelier d'écriture et de musique, mettant en évidence les liens entre la poésie de Rimbaud et les disciplines hip-hop. Au total, une cinquantaine de jeunes se familiarisent alors avec les rimes de Rimbaud et les scandent sur scène, en slamant. 
À chaque édition, des projets d'ateliers d'écriture tels que celui-ci sont mis en place en parallèle au festival. Les rendus sont présentés pendant le spectacle de clôture. 
Ce Festival des Ailleurs poétiques à dimension départementale est l’occasion de découvrir une programmation riche, tout en questionnement, empreinte de modernité. Avec en fil rouge à partir de 2009 la traversée de la tsiganie, peuple par essence, citoyens du monde, sans attache, ni patrie, nourri perpétuellement par les rencontres réalisées sur son chemin.

## 1eédition 2006
Le projet des Illuminations est parti d'un constat simple: il n'existait pas encore de festival slam susceptible à la fois de refléter le bouillonnement et la créativité de la scène spoken word française.
Le projet a pour vu d'atteindre plusieurs objectifs socio-culturels:
- Donner aux jeunes une ouverture et accessibilité à la poésie classique comme contemporaines
- Encourager à la participation des jeunes au montage de projet
- Créer des ponts entre les publics (intergénérationnels, interculturels)
- Proposer une innovation culturelle: le premier festival de slam en France

## 2eédition 2007
Le festival des « Illuminations » s'appelle désormais « Les Ailleurs Poétiques ». 
Il propose toujours des spectacles culturels mettant en avant l'oralité et la poésie tout en rendant hommage à la figure de Rimbaud. « Les Ailleurs poétiques » s'inscrivent dans une logique d'ouverture où la littérature classique et les grandes œuvres du patrimoine viennent à la rencontre de la création d'aujourd’hui. Ces événements se déroulent dans des lieux variés, dans des théâtres, des cinémas et dans la rue pour partir à la rencontre de tous les publics.

## 3eédition 2008
L'édition 2008 s'est déroulée du 16 au 26 octobre 2008.  
Célébration d'Aimé Césaire, performance d'Okon Ubunga Jonesv et venue exceptionnelle de Touré Kunda, une place particulière est faite à l'Afrique pour l'édition 2008 du festival. 
5 As s'occupe comme à l'habitude des spectacles de slam, des concerts et des ateliers d'écriture. 
Pour cette troisième édition des Ailleurs Poétiques et fort du succès des deux premiers volets, l'équipe animant le festival
a souhaité partager de nouveaux horizons, proposer d’autres voyages et d’autres questionnements.
Charleville-Mézières partage avec le Sénégal bien des points, la poésie bien sûr celle de Senghor et de Rimbaud, le mystère du verbe et du rythme. Le fleuve également, une terre traversée par la majesté de l’eau transforme ses habitants et les rend à l’écoute des murmures et des bruissements de la vie. 
Le courage enfin, la conscience forte, chevillée au corps que le travail peut émanciper l’homme et que si la terre est dure la sueur du front et la persévérance peuvent la rendre féconde. Il est des contrées à l’instar des Ardennes ou du Sine Saloum qui ne se laisse pas domestiquer aisément mais qui se révèlent être pour qui s’y attarde, des territoires à part, lieux d’autant de rencontres, d’émerveillements et de richesses. Le plus précieux pour une nation, une région ou une ville reste sa culture celle qui fait les peuples uniques et pourtant proches dans leurs singularités même. Cette citation de Senghor, le chantre éclairé de la négritude, résonne avec acuité tandis que la préservation de l’environnement devient une préoccupation absolue pour tous et en tous lieux.

## 4eédition 2009
L'édition 2009 s'est déroulée en octobre 2009.
En 2009, 5 As a décidé de suivre les pas de Rimbaud, d’errer à son tour, en dehors du chef-lieu, en dehors des sentiers battus, vers des territoires inexploités, à la rencontre des populations. Le festival s’attachera particulièrement à investir les communes rurales du département, en proposant des journées inédites, invitant les habitants à découvrir et participer activement aux spectacles proposés. .... Rendre la poésie accessible à tous, casser les clivages, permettre une réappropriation de cette culture officielle dominante et ouvrir cette autre culture minorée par la diffusion et la création d’œuvres. .... D'où le thème de l’errance retenu par l'équipe du festival, vecteur de découvertes, de rencontres, d’ouvertures et de partages. Avec en fil rouge la traversée de la tziganie, peuple par essence, citoyens du monde, sans attache, ni patrie, avec une culture nourrie perpétuellement par les rencontres réalisées sur leur chemin. ....
Ce choix de sortir de Charleville-Mézières est aussi le résultat de relations plus tendues avec la mairie. L'association 5 As a également déposé à l'INPI le nom de « Festival des Ailleurs poétiques », sachant qu'une manifestation de poésie organisée par la ville de Charleville-Mézières s'appelle les Ailleurs.

## 5eédition 2010: le voyage continue
Octobre 2010.
Le festival continue l'aventure tsigane et étend son champ d'action.